# Omer Karel De Laey
Audomarus Carolus Desiderius De Laey (Hooglede, 18 september 1876 - Hooglede, 16 december 1909) was een Vlaams dichter, toneelschrijver en essayist uit het gehucht ‘De Geite’ in Hooglede.

## Biografie
Hij was een zoon van Désiré De Laey (1843-1924), herenboer, burgemeester van Hooglede en provincieraadslid.
In 1890 ging hij naar het Klein Seminarie in Roeselare en in 1896 naar Leuven, waar hij rechten studeerde. Hoewel hij promoveerde tot doctor in de rechten en advocaat was aan de balie van Brugge, verhinderde een hartkwaal hem om hier erg actief in te zijn.
Vanaf 1900 was hij medewerker aan de Dietsche Warande en Belfort, een literair tijdschrift dat nog steeds bestaat. In datzelfde jaar promoveerde hij tot doctor in de rechten en werd advocaat: stagiair in Mechelen bij H. Veltman (balie van Leuven) (1900), medewerker bij Hector Lebon, advocaat in Antwerpen (1902) en zelf advocaat bij de balie van Brugge (1903).
In 1902 debuteerde hij met de dichtbundel Ook verzen. Een jaar later verscheen een tweede bundel en moest hij, vanwege een aangeboren hartkwaal, weinig of niet actief blijven in de advocatuur.
De Laey bracht nog enkele dichtbundels uit, schreef twee toneelstukken en leverde bijdragen aan een aantal literaire tijdschriften.
In 1909 overleed hij, 33 jaar oud. Omer Karel De Laey is begraven in het familiegraf op het kerkhof naast de kerk.

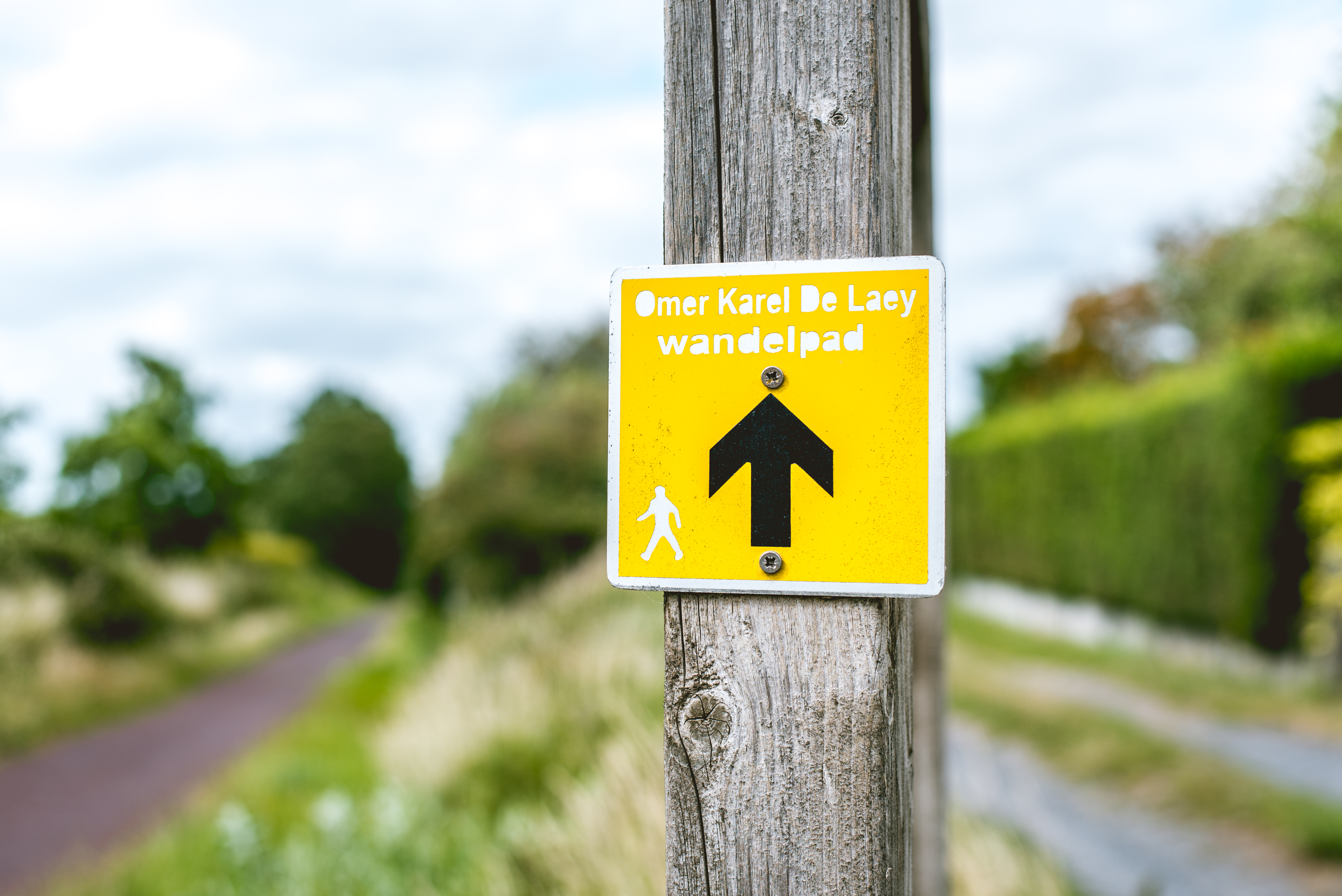
'Omer Karel De Laey Wandelpad' in Sint-Jozef De Geite, Hooglede

## Werken
- Ook verzen (1902), poëzie
- Van te lande (1903), poëzie
- Flandria illustrata (1905), poëzie
- Bespiegelingen (1906), poëzie
- Falco (1907), toneel
- Hardenburg (1907), toneel

Na zijn dood uitgegeven:
- Dierensprookjes (1912, met herdrukken in 1923 en 1937)
- Keurbladzijden (1947?), ingeleid en samengesteld door L. Carelsen

Verzameld werk:
- Het werk van Omer K. De Laey - deel 1 (1911) en deel 2 (1912), uitgegeven door Emiel Vliebergh en Julius Persyn. In 1941 werd dit werk, aangevuld met brieven, opstellen en recensies, in vijf delen uitgebracht.

## In het straatbeeld
- Het Cultureel Centrum De Gulden Zonne (bij het marktplein) in Hooglede is genoemd naar een van zijn gedichten.
- In de gevel van zijn geboortehuis (Amersveldestraat 49) in het gehucht Sint Jozef is een gedenkplaat aangebracht.

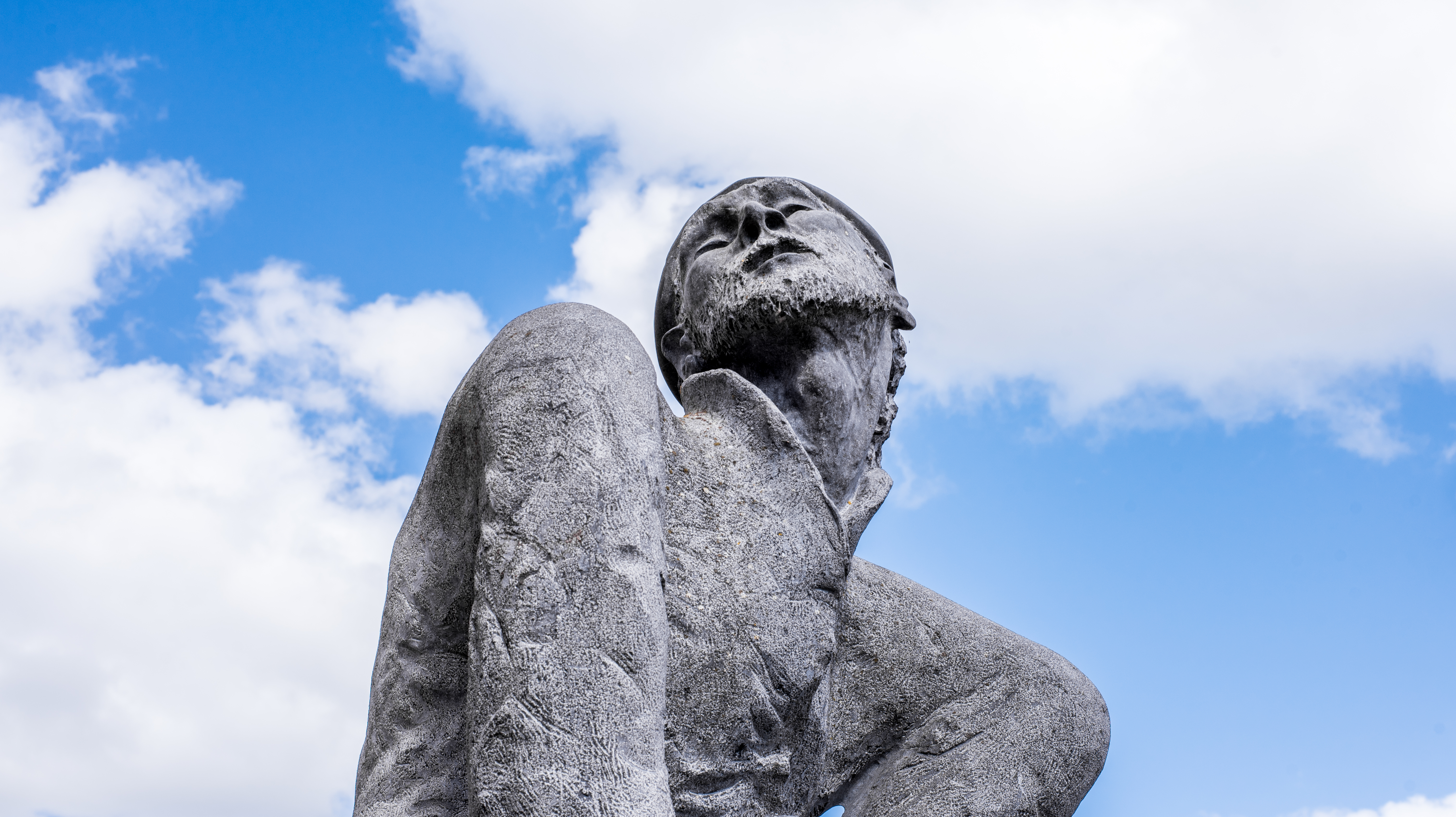
Kunstwerk 'De Bedelaar'

- Het standbeeld De Bedelaar van de hand van Manon Huguen in Sint-Jozef is genoemd naar een van zijn gedichten.
- In 2009 werd ter herdenking van zijn 100-jarig overlijden de wandelroute Omer Karel De Laey Wandelpad (3,5 km) uitgestippeld, een poëtische verkenning van De Geite met langs het parcours verschillende van zijn gedichten.[1]